# Paul Williams (The Temptations)
Paul Williams (Birmingham (Alabama) 2 juli 1939 - Detroit (Michigan) 17 augustus 1973) was een van de oprichters van de bekende Motown-groep The Temptations. Bij deze groep was hij ook een van de leadzangers.

## Pre-Temptationsperiode
Paul Williams werd op 2 juli 1939 geboren in Birmingham (Alabama). Hier was het ook dat hij opgroeide. Tijdens zijn schoolcarrière leerde hij Eddie Kendricks, Willie Waller en Kel Osbourne kennen. Allen hielden van zingen en besloten hierom een groep te beginnen. Ze noemden de groep "The Cavaliers". In 1957 besloten ze naar het noorden van de VS te trekken, omdat ze daar meer kans op een succesvolle carrière zouden hebben. Willie Waller ging echter niet mee. Via Cleveland (Ohio) kwam het overgebleven drietal uit in Detroit (Michigan). Hier gingen ze zichzelf "The Primes" noemen en hadden ze ook een zustergroep "The Primettes". Hier zaten onder andere de toekomstige Supremes Mary Wilson, Florence Ballard en Diana Ross in. Toen in 1961 Osbourne besloot om naar Californië te verhuizen bleven Kendricks en Williams met z'n tweeën over. Toen hun het nieuws bereikte dat een andere zanggroep uit Detroit, "The Distants", ook leden zochten besloten ze met hun samen een nieuwe groep te vormen. Ze gingen zichzelf "The Elgins" noemen. Toen bleek dat de naam al in gebruik was gingen ze zichzelf "The Temptations" noemen.

## Temptationsperiode
In 1961 kregen The Temptations een contract aangeboden bij het toen nog redelijk onbekende Motownlabel. De line-up van The Temptations was toen Paul Williams, Eddie Kendricks, Otis Williams, Melvin Franklin en Elbridge Bryant. In het begin van hun carrière waren het vooral Kendricks en Williams die de leads zongen. Deze periode bleek echter niet succesvol te zijn. De groep moest wachten tot 1964 toen ze hun eerste top 40-hit hadden. Dit was The Way You Do The Things You Do met Eddie Kendricks als leadzanger. Vanaf dat nummer kreeg Williams bijna geen leads meer. De kans dat hij die wel zou krijgen werd nog kleiner toen 'The Tempts' een nummer 1-hit, My Girl, scoorden met David Ruffin, vervanger van Bryant, als lead. Toch kreeg Williams de lead in het nummer Don't Look Back, wat de B-kant was van My Baby. Dit bleek een hit te worden op de R&B hitlijst.
In 1968 werd David Ruffin uit The Temptations gegooid en vervangen door Dennis Edwards. Tegelijkertijd was dit het moment dat The Temptations een nieuw soort muziek gingen maken, psychedelic soul. Bij deze nummers was het gebruikelijk dat meerdere leden van de groep lead zongen. Hierdoor kreeg Paul Williams dus ook weer meer leadpartijen. Hij zong lead op nummers als Psychedelic Shack, Don't Let The Joneses Get You Down en Ball Of Confusion (That's What The World Is Today). Ook mocht Williams lead zingen op de cover van Stevie Wonder For Once In My Life.

## Problemen
In 1965 begon Paul Williams een affaire met de haarstyliste van The Supremes. Williams werd depressief, omdat hij verliefd was op haar, maar ook zijn vrouw en kinderen niet in de steek wilde laten. Uiteindelijk koos hij voor zijn gezin. Doordat Williams ook steeds minder leadpartijen mocht zingen werd hij ook depressiever. Dit werd niet verbeterd toen Cholly Atkins steeds meer zijn plaats in nam als choreograaf van The Temptations. In het begin van hun carrière was Williams de choreograaf geweest. Als gevolg van de depressies ging Williams steeds meer alcohol drinken. Dit bleek een zeer slechte combinatie te zijn met sikkelcelanemie, wat Williams ook had. Hierdoor kreeg hij een steeds slechtere gezondheid. De andere Temptations wilden dat Williams naar de dokter ging vanwege zijn slechte gezondheid en omdat hij steeds vaker zijn plaats moest laten innemen door leadzanger van The Monitors, een andere Motowngroep, Richard Street. Paul Williams wilde echter zich niet laten controleren door een dokter. In 1971 werd Williams eindelijk overgehaald om toch naar de dokter te gaan. Die ontdekte een plek op de lever van Williams en adviseerde hem te stoppen met The Temptations. Hierdoor werd zijn plek permanent in genomen door Richard Street. Williams bleef wel bij de groep betrokken als een adviseur en als choreograaf.

## Dood
In 1973 werden er plannen gemaakt voor een solocarrière voor Williams. Eddie Kendricks, ondertussen ook een solocarrière begonnen, had de eerste single voor Williams al geschreven. Motown besloot echter de single niet uit te brengen.
Williams bleef depressief en op 17 augustus 1973, op 34-jarige leeftijd, pleegde hij zelfmoord in zijn auto door zichzelf dood te schieten. Veel mensen geloofden echter niet dat het zelfmoord was, omdat uit onderzoek bleek dat Williams zichzelf dan met zijn rechterhand aan de linkerkant van zijn hoofd zou hebben geschoten. Ook werd er een fles alcohol gevonden naast Williams, wat er op leek dat hij het had laten vallen, terwijl hij beschoten werd. Ondanks het verdachte bewijs werd de zaak toch afgedaan als zelfmoord, ook omdat Williams al voor zijn dood had laten blijken suïcidale gedachten te hebben. Hij werd begraven op 24 augustus. Zijn kist werd gedragen door de (ex-)Temptations.
- International Standard Name Identifier: 0000 0000 6490 7243
- MusicBrainz: c8ffae67-e02b-4812-8879-b83c215d214e
- Nederlandse Thesaurus van Auteursnamen: 114864357
- Virtual International Authority File: 92889584
- WorldCat: E39PBJbGWTk4VRftVM3vGQgqcP